# Zalla Zarana
Zalla Zarana, właśc. Rozalija Sršen (ur. 16 lipca 1897 w Žužemberku, zm. 12 lipca 1967 w Los Angeles) – słoweńska aktorka kina niemego. Była pierwszą aktorką ze Słowenii, która odniosła sukces w Hollywood.

## Życiorys
Zalla Zarana urodziła się 16 lipca 1897 w Žužemberku w Austro-Węgrzech. Po przyjeździe do USA zamieszkała u swojej ciotki w San Francisco. Początkowo nie mówiła po angielsku. Uczęszczała do szkoły wieczorowej, gdzie pobierała lekcje angielskiego, pisania na maszynie i rachunkowości. W 1917 roku wraz z Isabelle Grenner wyjechała do Los Angeles. Początkowo grała epizodyczne role w filmach Williama S. Harta. Swoją pierwszą, ważniejszą rolę otrzymała w 1921 roku w serialu The Wheel of Fortune. Zagrała łącznie w 20 filmach. Jej największym sukcesem była rola w filmie The Show, Toda Browninga.
Na początku lat 30. poślubiła Theo Lohmana. Mieszkali razem do 1944 roku, kiedy Theo zmarł. Zalla nigdy nie wyszła ponownie za mąż. Do końca mieszkała w swojej willi przy Fuller Avenue w Los Angeles. Zmarła 12 lipca 1967 roku, cztery dni przed siedemdziesiątymi urodzinami. Nie miała potomstwa, cały swój majątek pozostawiła krewnym.

## Filmografia
- 1917: The Flame of the Yukon
- 1919: Cupid’s Day Off
- 1922: Silver Spurs
- 1922: Back Fire
- 1923: The Wheel of Fortune
- 1925: Wesoła wdówka
- 1925: The Lady Who Lied
- 1925: The Winding Stair
- 1925: Navy Blue Days
- 1926: The Yokel
- 1926: Butterflies in the Rain
- 1926: Lightnin’ Wins
- 1927: The Show
- 1927: The Heart Thief
- 1927: Turkish Howls
- 1927: What Price Love?
- 1928: A Ship Comes In
- 1928: The Big City
- 1928: West of Zanzibar
- 1928: Skrzydła
- 1929: Man, Woman and Wife